# Janusz Ziemniak
Janusz Ziemniak es un actor de cine polaco aunque sus trabajos los ha realizado en España.

## Biografía
Nació 21 de noviembre de 1967 en Katowice (Polonia), antes de ser actor trabajó en un taller mecánico y allí fue donde le conoció Javier Fesser mientras preparaba el motocarro de la película El milagro de P. Tinto. Llamó la atención del director madrileño que vio en él un gran potencial como actor y con el que trabajó en sus dos primeros largometrajes.

## Filmografía
| Año  | Película                                      | Personaje      | Director      | Género           | Duración |
| ---- | --------------------------------------------- | -------------- | ------------- | ---------------- | -------- |
| 1998 | El milagro de P. Tinto                        | Apenao/Bartolo | Javier Fesser | Comedia          | 1 h 49 m |
| 2003 | La gran aventura de Mortadelo y Filemón       | Nadiusko       | Javier Fesser | Comedia/Infantil | 1 h 47 m |
| 2008 | Mortadelo y Filemón. Misión: Salvar la Tierra | Tipo Olegario  | Miguel Bardem | Comedia/Infantil | 1 h 38 m |